# Obligation (Recht)
Als Obligation (von lateinisch obligare „anbinden, verpflichten“) wird im schweizerischen Recht ein Schuldverhältnis zwischen zwei Personen bezeichnet. Derjenige, der schuldet, wird dabei als Schuldner bezeichnet, derjenige, dem geschuldet wird, als Gläubiger. Aus Sicht des Gläubigers ist die Obligation eine Forderung, aus Sicht des Schuldners eine Schuld.
Im deutschen Recht bezeichnet die Obligation schlicht das «Schuldverhältnis», weshalb obligatorische und dingliche Rechte unterschieden werden. Der Begriff der Obligation ist in Deutschland im Wertpapierrecht die übliche Bezeichnung für Schuldverschreibungen auf eine Geldsumme (Inhaberschuldverschreibungen).

## Geschichte und allgemeiner Begriff
Ursprünglich war der Begriff der obligatio im Römischen Recht noch wörtlich gemeint: Wer eine Schuld nicht bezahlen konnte, war dadurch an seinen Gläubiger derart „gebunden“, dass er diesem gegenüber in Schuldknechtschaft geriet, bis seine Schulden abbezahlt waren. Mit der Zeit verblasste diese Bedeutung freilich und reduzierte sich darauf, dass die Obligation irgendwie, wenn auch längst nicht mehr so drakonisch, durchgesetzt, das heisst erzwungen, werden kann.
Der Begriff der Obligation als Fachbegriff entstand im alten Rom. Bereits weit vor Christi Geburt untersuchten Rechtsgelehrte die Rechtsgeschäfte zwischen Personen und entwickelten dabei das Konzept der Obligation: Indem jemand einem anderen verspricht, etwas zu tun, bindet er sich an diesen. Während absolute Rechte (wie zum Beispiel das Eigentum) gegenüber jedermann wirken, wirkt eine Obligation (als relatives Recht) nur gegenüber einer bestimmten Person oder Personengruppe. Verspricht der Schuldner also dem Gläubiger den Geldbetrag X, kann nur der Gläubiger diesen Betrag X vom Schuldner fordern. Die erste Unterscheidung zwischen obligatio ex contractu und obligatio ex delicto im Bereich des Kontraktrechts nahm Gaius vor. Er führte den bei den Vorgaianern, wie dem Rechtsschulenbegründer Masurius Sabinus, noch nicht bezeugten Begriff des delictum überhaupt ein.
Liegt ein Verhältnis zwischen zwei Personen vor, bei dem jede der Personen eine Forderung gegen die andere hat und diese Forderungen voneinander abhängig sind (beispielsweise bei einem Kauf, wo die eine Person Geld schuldet, die andere die Ware) liegt ein sogenannter synallagmatischer Vertrag vor.
In der früheren Rechtstheorie wurden Obligationen in die obligationes ex contractu (Obligationen aus Vertrag) und die obligationes ex delicto (Deliktsobligationen) unterschieden. Zur ersten Kategorie gehörten die Typen des Real-, Verbal-, Litteral- und Konsensualvertrags. Zur zweiten Kategorie gehörten das sachentziehende furtum, die schadensersatzrechtlichen Tatbestände der iniuria und aus der lex Aquilia.

## Situation im heutigen Recht

### Definition
In der Schweiz werden die Grundzüge der Obligation im Obligationenrecht geregelt. Hier wird unter Schuldverhältnis im engeren Sinne oder Obligation […] das Rechtsverhältnis zwischen Gläubiger und Schuldnerin […] verstanden, kraft dessen der Gläubiger eine Leistung, d. h. ein Tun oder Unterlassen verlangen kann und die Schuldnerin korrespondierend hierzu zur Leistungserbringung verpflichtet ist. «Im engsten Sinn ist unter Obligation ein bestimmtes Wertpapier, das eine Darlehensforderung verkörpert, zu verstehen.»

### Entstehung
Die Überschriften der Abschnitte des ersten Titels des OR geben drei Gründe an, durch die eine Obligation entstehen kann:
- aus Vertrag,
- aus unerlaubter Handlung und
- aus ungerechtfertigter Bereicherung.

Durch Lehre und Rechtsprechung werden jedoch auch andere Haftungsgründe angenommen, die so im Gesetz nicht (oder nur andeutungsweise) zu finden sind, wie beispielsweise die sogenannte culpa in contrahendo (lateinisch «Haftung aus Verschulden bei Vertragsschluss») oder allgemein die Vertrauenshaftung.